# Luigi Denza
Luigi Denza (Castellammare di Stabia, 1846. február 23. – London, 1922. január 26. vagy 1922. január 27.) olasz zeneszerző és énektanár. A 19.–20. század fordulóján a nápolyi dal egyik legkiválóbb mestere volt.

## Élete
Denza Nápolytól nem messze Castellammare di Stabiában született. 16 éves korában beiratkozott a nápolyi San Pietro a Majella Konzervatóriumba, ahol Paolo Serrano összhangzattan- és ellenpont-, Saverio Mercadante zeneszerzés-növendéke volt. Több mesternél énekelni is tanult.
1869-ben kezdett dalokat komponálni, nagy sikert ért el a Tallicuorde és Giulia című szerzeményeivel. Énekesként is sikeres volt. Nápolyban, Nizzában, Párizsban és Londonban adott koncerteket. 1876-ban mutatták be Nápolyban a Schiller drámája nyomán írott Wallenstein c. négyfelvonásos opera seriáját, ami mérsékelt sikert aratott. A kudarc hatására végleg a nápolyi dalok és a szalonzene mellett kötelezte el magát. Közeli barátságba került a nápolyi dalok másik népszerű komponistájával, Paolo Tostival, akivel életútja több ponton is összekapcsolódott. 
1884-ben Londonba költözött, ahol éneket tanított, majd 1898-ban a Royal Academy of Music énekprofesszora, később igazgatója lett. 1917-ben jelent meg Londonban Venti solfeggi melodici nello stile antico e moderno del canto italiano c. pedagógiai munkája.

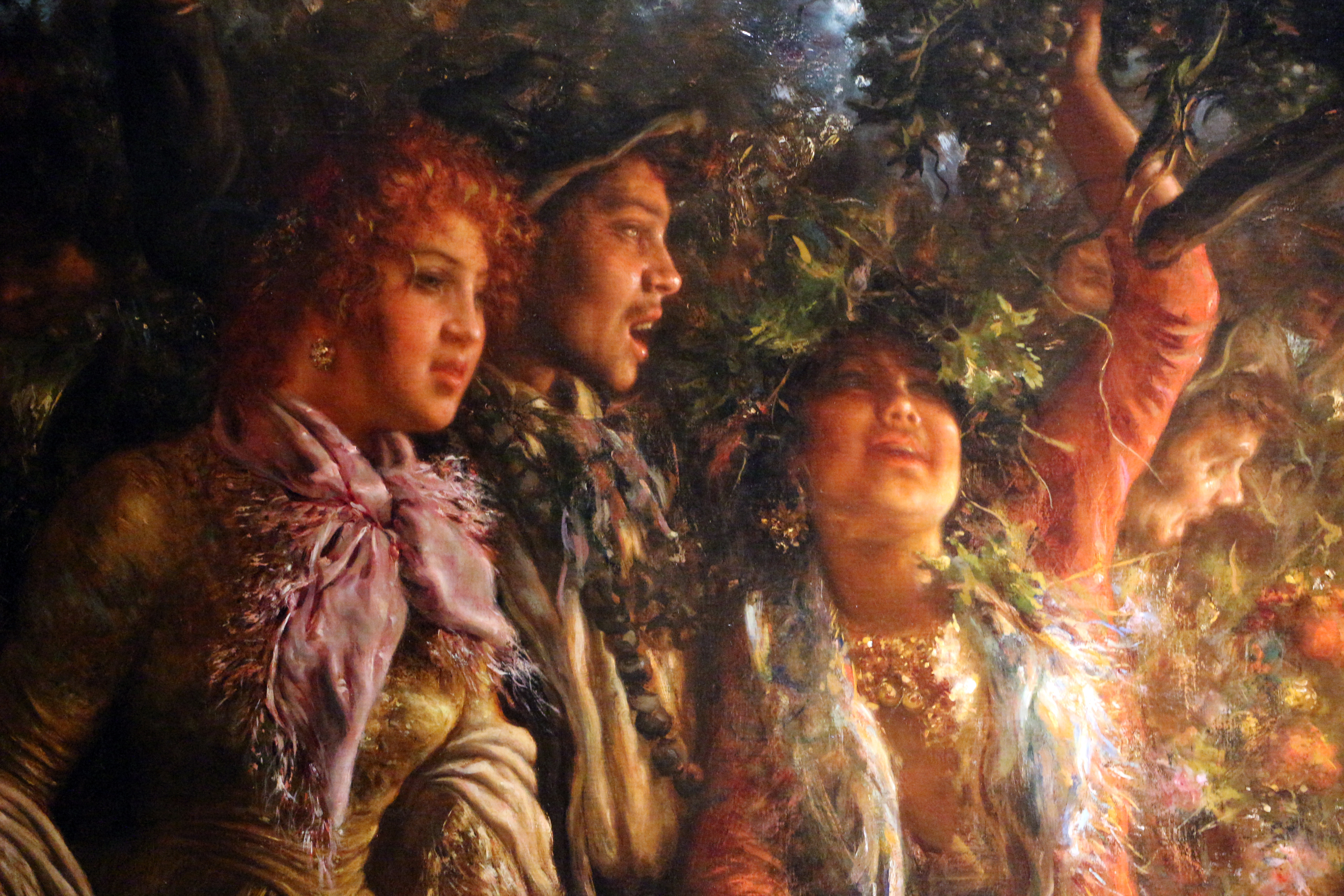
Vincenzo Migliaro: Piedigrotta (La Festa di Piedigrotta) (részlet, 1895)

Denzát leginkább a Funiculì, Funiculà (1880) című nápolyi dal tette feledhetetlenné, amelyet a Vezúv csúcsára vezető sikló felavatása ihletett. A nápolyi újságíró, Peppino Turco közreműködött a dal megszületésén azzal, mert ösztönözte a Denzát, komponáljon valamit a Festa di Piedigrotta (szeptember 8.) keretében rendezett dalversenyre.
Több mint ötszáz olasz, angol és francia dala nagy népszerűségnek örvendett az énekesek körében, és sokukat ma is előadják.
A Funiculì, Funiculà Dél-Olaszország számára egyfajta zenei klisé lett. Sokan népdalnak vélik. Ebben a félreértésben a fiatal Richard Strauss Aus Italien c. szimfonikus költeménye (1886) zárótételének (Nápolyi népélet) is egyik témája lett. Richard Strauss alaposan zavarba jött, amikor rájött, hogy egy élő zeneszerzőtől kvázi plagizált. A dalt 1907-ben Rimszkij-Korszakov nagyzenekarra írta át.
A Funiculì, Funiculà egy év alatt egymillió példányban kelt el.
Denza 1922. január 27-én hunyt el Londonban.